# منتخب الصين لكرة اليد للسيدات
منتخب الصين لكرة اليد للسيدات هو الممثل الرسمي لدولة الصين في رياضة كرة اليد. شارك في بطولة العالم لكرة اليد للسيدات 14 مرة وكانت المشاركة الأولى في سنة 1986، كان أفضل مركز له فيها هو الثامن. شارك في كرة اليد في الألعاب الأولمبية الصيفية 5 مرات وكانت المشاركة الأولى له فيها في سنة 1984. شارك في بطولة آسيا لكرة اليد للسيدات 15 مرة وكانت المشاركة الأولى في سنة 1987، كان أفضل مركز له فيها هو الثاني.